# Équipe cycliste masculine Saturn
Pour les articles homonymes, voir Équipe cycliste Saturn.
L'équipe cycliste masculine Saturn est une équipe cycliste américaine ayant existé de 1992 à 2003 et professionnelle à partir de 1993. Elle était la propriété de la société Team Sports de Tom Schuler et sponsorisée principalement par le constructeur automobile Saturn.

## Encadrement de l'équipe
L'équipe Saturn est la propriété de la société Team Sports dirigée par Tom Schuler. Celui-ci a fondé en 1991 cette société de management sportif, avec laquelle il a d'abord géré une équipe de roller en ligne avant d'être sollicité par la société Saturn,. Durant la période d'existence de l'équipe Saturn, soit jusqu'en 2003, Team Sports gère également l'équipe féminine Saturn, l'équipe de VTT Volvo-Cannondale.
De 1995 à 2000, René Wenzel est manager de l'équipe. Il démissionne en avril 2000 afin de se consacrer à ses activités de coaching avec sa femme Kendra. Jim Copeland le remplace à partir d'août 2000, jusqu'à sa démission à la fin de la saison 2002.
Ces dirigeants ont été assistés par les directeurs sportifs Doug Kaufmann en 1998 et 1999 et Halk Salzwedel de 2000 à 2002.

## Sponsors de l'équipe
Le constructeur automobile Saturn est le principal sponsor de l'équipe de sa création en 1992 à sa disparition en 2003.
En 2001, les deux équipes féminines gérées par Team Sports, Saturn et Timex, fusionnent. À cette occasion, le fabricant de montres Timex s'associe à l'équipe masculine. Son nom apparaît sur les maillots de l'équipe durant cette période,.

## Coureurs de l'équipe
| Nom                    | Naissance  | Nationalité | Année d'activité au sein de l'équipe |
| ---------------------- | ---------- | ----------- | ------------------------------------ |
| Matthew Anand          | 01/10/1971 | Canada      | 1999                                 |
| Norman Alvis           | 12/07/1963 | États-Unis  | 1995-1998                            |
| Rahsaan Bahati         | 13/02/1982 | États-Unis  | 2002-2003                            |
| Darren Hugh Baker      | 13/06/1967 | États-Unis  | 1994                                 |
| Michael Barry          | 18/12/1975 | Canada      | 1999-2001                            |
| Steve Bauer            | 12/06/1959 | Canada      | 1996                                 |
| Bart Bowen             | 22/04/1967 | États-Unis  | 1994-2000                            |
| Jonas Carney           | 03/02/1971 | États-Unis  | 1994-1995                            |
| Antonio Cruz           | 31/10/1971 | États-Unis  | 2000                                 |
| Tom Danielson          | 13/03/1978 | États-Unis  | 2003                                 |
| Matthew Decanio        | 05/04/1977 | États-Unis  | 2001                                 |
| Charles Dionne         | 15/03/1979 | États-Unis  | 2003                                 |
| Iván Domínguez         | 28/05/1976 | Cuba        | 2001-2003                            |
| Jeff Evanshine         | 02/10/1973 | États-Unis  | 1996-1997                            |
| Christopher Fischer    | 04/07/1969 | États-Unis  | 2001-2002                            |
| Scott Fortner          | 22/05/1966 | États-Unis  | 1993-1998                            |
| Esteban Fraga          | 06/01/1965 | Équateur    | 1994                                 |
| Mariano Friedick       | 09/01/1975 | États-Unis  | 1997-1998                            |
| William Frischkorn     | 10/06/1981 | États-Unis  | 2002-2003                            |
| Jimmy Hansen           | 17/08/1978 | Danemark    | 1999                                 |
| Erin Hartwell          | 01/06/1969 | États-Unis  | 2000-2001                            |
| Steve Hegg             | 03/12/1963 | États-Unis  | 1997                                 |
| Christopher Horner     | 23/10/1971 | États-Unis  | 2003                                 |
| Harm Jansen            | 08/11/1967 | Pays-Bas    | 2000-2002                            |
| Timothy Johnson        | 05/08/1977 | États-Unis  | 2001-2003                            |
| Ron Kiefel             | 11/04/1960 | États-Unis  | 1994-1995                            |
| Trent Klasna           | 09/12/1969 | États-Unis  | 2000-2003                            |
| Damon Kluck            | 23/06/1977 | États-Unis  | 2002                                 |
| Levi Leipheimer        | 24/10/1973 | États-Unis  | 1998-1999                            |
| John Loehner           | 27/07/1968 | États-Unis  | 1993                                 |
| Mike McCarthy          | 20/06/1968 | États-Unis  | 1995-1998                            |
| David Mac Cook         | 24/12/1969 | États-Unis  | 1993                                 |
| Frank McCormack        | 28/05/1969 | États-Unis  | 1995-2002                            |
| Mark McCormack         | 15/09/1970 | États-Unis  | 1996-2003                            |
| Steve Scott Mac Gregor | 29/10/1968 | États-Unis  | 1994                                 |
| Scott Mac Kinley       | 15/10/1968 | États-Unis  | 1995-1996                            |
| Chann McRae            | 11/10/1971 | États-Unis  | 1997-1998                            |
| Tommy Matush           | 12/03/1968 | États-Unis  | 1993                                 |
| Scott Mercier          | 24/01/1968 | États-Unis  | 1993-1996                            |
| Andrew Miller          | 12/03/1968 | États-Unis  | 1993                                 |
| Bob Mionske            | 26/04/1962 | États-Unis  | 1993                                 |
| Jan Neal               | 27/10/1974 | États-Unis  | 1993                                 |
| Nathan O'Neill         | 23/11/1974 | États-Unis  | 2003                                 |
| Seth Pelusi            | 27/11/1976 | États-Unis  | 1999-2000                            |
| Soren Petersen         | 07/10/1967 | Danemark    | 2001-2002                            |
| Viktor Rapinski        | 17/06/1981 | Biélorussie | 2002-2003                            |
| Nate Reiss             | 07/10/1963 | États-Unis  | 1994                                 |
| Fred Rodriguez         | 03/09/1973 | États-Unis  | 1996-1998                            |
| Adam Sbeih             | 08/06/1963 | États-Unis  | 1999                                 |
| Chris Sheehan          | 28/02/1969 | États-Unis  | 1993                                 |
| Clarke Sheehan         | 07/04/1969 | États-Unis  | 1993                                 |
| Gregory Strock         | 30/05/1972 | États-Unis  | 1993                                 |
| Peter Stubenrauch      | 26/10/1969 | États-Unis  | 1993                                 |
| Jay Sweet              | 11/08/1975 | Australie   | 2002                                 |
| Tim Swift              | 25/01/1964 | États-Unis  | 1994-1995                            |
| Burke Swindlehurst     | 10/03/1973 | États-Unis  | 1999                                 |
| Fernando Tapia         | 08/07/1973 | Mexique     | 1994                                 |
| Robbie Ventura         | 05/05/1971 | États-Unis  | 1994-1995, 1999-2000                 |
| Brian Walton           | 18/12/1975 | Canada      | 1993-2000                            |
| Chris Wherry           | 18/07/1973 | États-Unis  | 1997-2000                            |
| Eric Wohlberg          | 08/01/1965 | Canada      | 2001-2003                            |
| Philip Zajicek         | 20/03/1979 | États-Unis  | 2003                                 |

## Classements et résultats

### Classements UCI
Ce tableau donne le classement UCI de l'équipe Saturn en fin de saison, ainsi que celui de son meilleur coureur au classement individuel. Jusqu'en 1998, les équipes cyclistes font l'objet d'un classement unique. À partir de 1999, le classement UCI par équipes est scindé en trois divisions : GSI, GSII et GSIII. De 1999 à 2001, Saturn est classée en GSII, puis en 2002 et 2003 en GSIII.
| Année | Classement par équipes | Meilleur coureur au classement individuel |
| 1995  | 31e                    | Norman Alvis (208e)                       |
| 1996  | 34e                    | Scott Mercier (206e)                      |
| 1997  | 31e                    | Norman Alvis (148e)                       |
| 1998  | 33e                    | Frank McCormack (176e)                    |
| 1999  | 18e (GSII)             | Levi Leipheimer (217e)                    |
| 2000  | 30e (GSII)             | Harm Jansen (386e)                        |
| 2001  | 22e (GSII)             | Trent Klasna (137e)                       |
| 2002  | 9e (GSIII)             | Eric Wohlberg (505e)                      |
| 2003  | 2e (GSIII)             | Christopher Horner (217e)                 |

### Classements au National Racing Calendar
| Année | Classement par équipes | Meilleur coureur au classement individuel |
| 1997  |                        |                                           |
| 1998  |                        |                                           |
| 1999  |                        |                                           |
| 2000  | 3e                     | Trent Klasna (5e)                         |
| 2001  | 1er                    | Trent Klasna (1er)                        |
| 2002  | 4e                     | Iván Domínguez (10e)                      |
| 2003  | 1er                    | Christopher Horner (1er)                  |

### Principales victoires
- 1995
  -  Championnat des États-Unis sur route : Norman Alvis
  -  Championnat des États-Unis du criterium : Frank McCormack
  - Killington Stage Race : Frank McCormack

- 1996
  - Giro del Capo : Scott Mercier
  - Tour de Toona : Scott Mercier
  - International Cycling Classic : Fred Rodriguez

- 1997
  -  Championnat des États-Unis sur route : Bart Bowen
  -  Championnat des États-Unis de cyclo-cross : Mark McCormack
  - Herald Sun Tour : Norman Alvis
  - Tour de Toona : Norman Alvis
  - Tour du Japon : Bart Bowen

- 1998
  - Tour de Beauce : Levi Leipheimer
  - International Cycling Classic : Frank McCormack
  - Tour du Japon : Frank McCormack
  - Fitchburg Longsjo Classic : Frank McCormack

- 1999
  - Fitchburg Longsjo Classic : Bart Bowen
  - Tour de Beauce : Levi Leipheimer
  - Sea Otter Classic : Frank McCormack

- 2000
  - Joe Martin Stage Race : Erin Hartwell
  - First Union Invitational : Trent Klasna
  - Killington Stage Race : Chris Wherry

- 2001
  -  Championnat des États-Unis du contre-la-montre : Trent Klasna
  -  Championnat du Canada du contre-la-montre : Eric Wohlberg
  - Championnat des États-Unis du criterium : Henricus Jansen[8]
  - Tour de Toona : Henricus Jansen
  - Redlands Bicycle Classic : Trent Klasna
  - Sea Otter Classic : Trent Klasna
  - Nature Valley Grand Prix : Frank McCormack
  - Fitchburg Longsjo Classic : Eric Wohlberg
  - Mount Washington Hillclimb : Timothy Johnson

- 2002
  -  Championnat du Canada sur route : Eric Wohlberg
  - GP Weltour : Chris Fisher
  - International Cycling Classic : Viktor Rapinski
  - Tour de Nez : Eric Wohlberg

- 2003
  -  Championnat des États-Unis sur route : Mark McCormack
  -  Championnat du Canada du contre-la-montre : Eric Wohlberg
  - Sea Otter Classic : Nathan O'Neill
  - Fitchburg Longsjo Classic : Viktor Rapinski
  - International Cycling Classic : Viktor Rapinski
  - Redlands Bicycle Classic : Christopher Horner
  - Tour de Géorgie : Christopher Horner
  - Herald Sun Tour : Timothy Johnson
  - Nature Valley Grand Prix : Trent Klasna
  - Cascade Classic : Tom Danielson
  - Mount Washington Hillclimb : Tom Danielson
  - Pomona Valley Stage Race : Tom Danielson
  - Tour de Langkawi : Tom Danielson
  - Tour de Toona : Tom Danielson
  - Tour de Delta : William Frischkorn
  - Grand Prix de San Francisco : Christopher Horner